# Tatung Einstein TC-01
Tatung EINSTEIN TC-01 (EINSTEIN TC-01) је био кућни рачунар фирме Tatung који је почео да се производи у Тајвану од 1984. године.
Користио је Zilog Z80 A као микропроцесор. РАМ меморија рачунара је имала капацитет од 64 KB (44 KB слободно за корисника). 
Као оперативни систем кориштен је Xtal/DOS.

## Детаљни подаци
Детаљнији подаци о рачунару EINSTEIN TC-01 су дати у табели испод.
|                       |                                                          |
| [ 1 ]                 |                                                          |
| Произвођач            |                                                          |
| Тип                   | кућни рачунар                                            |
| Меморија              | 64 (44 слободно за корисника)                            |
| Поријекло             | Тајван                                                   |
| Година                | 1984                                                     |
| Тастатура             | Пуни помак, тастатура. 51 тастер + 8 функцијских тастера |
| Процесор              |                                                          |
| Фреквенција процесора | 4                                                        |
| RAM                   | 64 (44 слободно за корисника)                            |
| ROM                   | 8 (све до 32 )                                           |
| Текст                 | 40 / 32 стубова x 24 реда                                |
| Графика               | 256 x 192 тачака                                         |
| Боја                  | 16                                                       |
| Звук                  | 3 гласа, 7 октава                                        |
| Димензије             | 43,5 (ширина) x 51,5 (дубина) x 11,5 (висина)            |
| Портови               |                                                          |
| Оперативни систем     |                                                          |